# فرانك جي. هال
فرانك جي. هال هو محامي وسياسي أمريكي، ولد في 16 فبراير 1844 في مقاطعة روش في الولايات المتحدة، وتوفي في 19 أغسطس 1925. نشط حزبياً في الحزب الديمقراطي. وقد انتخب نائب حاكم إنديانا ‏.